# Větvený potok
Větvený potok je drobný potůček, který se u křižovatky ulic 5. máje a Plzeňské na Praze 5 vlévá do Motolského potoka. Délka jeho toku je necelý kilometr, z něhož více než polovina je pod zemí. Pramení na území přírodní památky U Hájů a protéká retenční nádrží Brouček.